# Myrkottskaktussläktet
Myrkottskaktussläktet (Ariocarpus) är ett suckulent växtsläkte inom familjen kaktusväxter.

## Beskrivning
Arter inom släktet är i regel ganska dvärgväxande geofyta plantor med stor pålrot, och i naturen syns endast den allra översta delen av växten ovanjord. Det är mycket vårtiga plantor, och vårtorna är i en del fall långa, triangulära och släta, och i andra mera tillplattade med uppvikta kanter. Areolerna sitter på vårtspetsarna, eller i närheten av spetsen, men ingen av medlemmarna i detta släkte har taggar. 
Axillerna är oftast fulla av vit ull och det är från dessa ställen, men nära plantans mittpunkt, som blommorna utvecklas. Till skillnad från andra kaktusar så blommar de på hösten och ibland så sent som i november på norra halvklotet. Blommorna är trattformade och färgen varierar från vitt eller gräddvitt till rosa eller karmin. De är 2,5 - 5 centimeter i diameter. De sluter sig på nätterna, liksom de flesta kaktusblommor, men varar mellan tre och sju dagar. Frukten, som är något cylindrisk, är gräddfärgad eller blekrosa när den är mogen, och blir 1,3 - 2,5 centimeter lång.
Det vetenskapliga namnet Ariocaprus kommer från grekiskans aria, en typ av ek, och carpo’s som betyder frukt.

## Förekomst
Myrkottskaktussläktet finner man huvudsakligen i de norra och centrala delarna av Mexiko, från Coahuila till Nuevo Leon, och även i de västra delarna av Texas, men mestadels i öknen i delstaten Chihuahua. De växer på stenig mark och bland klippor, ibland i sandig lera eller ofta i kalkstensjord.

## Taxonomi
Släkten som har slagits samman med Ariocarpus och anses vara synonymer: 
- Anhalonium Lem. 1839
- Roseocactus A.Berger 1925
- Neogomesia Castañeda 1941